# مايك أبسالوم
مايك أبسالوم (بالإنجليزية: Mike Absalom)‏ هو كاتب أغاني ورسام بريطاني، ولد في 9 نوفمبر 1940 في توركاي في المملكة المتحدة.

## وصلات خارجية
- الموقع الرسمي
- مايك أبسالوم على موقع IMDb (الإنجليزية)